# Olympische Sommerspiele 1964/Teilnehmer (Panama)
| Gelbes Symbol für Goldmedaillen mit stilisierten Olympischen Ringen | Graues Symbol für Silbermedaillen mit stilisierten Olympischen Ringen | Braundes Symbol für Bronzemedaillen mit stilisierten Olympischen Ringen |
| ------------------------------------------------------------------- | --------------------------------------------------------------------- | ----------------------------------------------------------------------- |
| —                                                                   | —                                                                     | —                                                                       |

Panama  nahm an den Olympischen Sommerspielen 1964 in der japanischen Hauptstadt Tokio mit einer Delegation von zehn Sportlern, sechs Männer und vier Frauen, teil.

## Teilnehmer nach Sportarten

### Boxen
- Alfonso Frazer
Federgewicht: 17. Platz

### Gewichtheben
- Ildefonso Lee
Federgewicht: 9. Platz

### Judo
- Aurelio Chu Yi
Leichtgewicht: 9. Platz

### Leichtathletik
- Marcela Daniel
Frauen, 100 Meter: Vorläufe
Frauen, 200 Meter: Vorläufe
Frauen, 4 × 100 Meter: Vorläufe

- Delceita Oakley
Frauen, 100 Meter: Vorläufe
Frauen, 200 Meter: Vorläufe
Frauen, 4 × 100 Meter: Vorläufe

- Lorraine Dunn
Frauen, 80 Meter Hürden: Vorläufe
Frauen, 4 × 100 Meter: Vorläufe

- Jean Mitchell
Frauen, 4 × 100 Meter: Vorläufe

### Ringen
- Eduardo Campbell
Fliegengewicht, Freistil: ??

- Alfonso González
Mittelgewicht, Freistil: ??

- Sión Cóhen
Halbschwergewicht, Freistil: ??